# 程子冠
程子冠，原稱方山巾，又稱程子巾，是漢服、朝鮮民族傳統男裝帽。方山巾最遲見於五代，至宋代時相傳理學家程頤、程顥常戴這種巾，故又稱程子巾、程子冠。程子巾其制系沿袭宋代之桶形的东坡巾而略加改易。主要用馬尾毛編織，在朝鮮王朝是两班燕居時戴的帽。
- 朝鮮儒學者金玉均

## 引注
1. ↑  《酌中志》 （页面存档备份，存于）“長者巾，製如東坡巾，而後垂兩方葉，如程子巾式。神廟恒尚之，曰長者冠。”